# Тылызе
Тылзе Тылызе — луна, месяц — мужское божество марийского пантеона.

## Описание и функции
Тылызе-юмо покровительствовал зачатию и деторождению. Молодые женщины старались забеременеть во время полнолуния, молясь при этом его супруге Тылзе-Аве. Башкирские девушки-мари загадывали в новолуние увидеть во сне суженного.

## Мифы
Юмо, находясь на луне, слышит грустную песню девушки-сиротки, которую злая сноха послала ночью за водой с решетом вместо ведра, и отправляет за ней Тылзе в своей колеснице, запряжённой крылатым огненным конём. Тылзе забирает девушку на небо, где её коромысло превращается в созвездие Вюдвара (Орион), а решето — в созвездие Шокте (Плеяды). Аналогично объясняется происхождение пятен на луне. По одному мифу, Тылзе спускает шёлковые качели несчастной девушке-сиротке, пошедшей в овраг за водой, и поднимает её к себе (отсюда на луне пятна в форме девушке с коромыслом и вёдрами). В других вариантах мифа плачущая сиротка долго смотрит на луну, и Тылзе успевает пересчитать её ресницы, после чего спускает ей серебряные качели и поднимает к себе.

## Семья
Супруга Тылзе-Юмо — богиня Тылзе-Ава.

## Культ
В священной роще Тылзе-Ава было посвящено отдельное дерево, перед которым ей жертвовали корову или овцу.